# Fengcheng, Shanghai
Fengcheng är en köping i Kina. Den ligger i Fengxian i storstadsområdet Shanghai, i den östra delen av landet, omkring 39 kilometer sydost om den centrala stadskärnan. Antalet invånare är 176 938. Befolkningen består av 83 408 kvinnor och 93 530 män. Barn under 15 år utgör 10,0 %, vuxna 15-64 år 80 %, och äldre över 65 år 8,0 %.